# Canthylidia eurhythma
Canthylidia eurhythma là một loài bướm đêm trong họ Noctuidae.